# Diga di Oyama
La diga di Oyama (大山ダム?) è una diga costruita sul fiume Akaishi del sistema idrico del fiume Chikugo nella città di Hita, prefettura di Ōita, in Giappone.

## Panoramica
La diga si trova a circa 2 km a monte della confluenza tra il fiume Akaishi e fiume Oyama (che costituisce la parte a monte del fiume Chikugo). I lavori per la costruzione della diga iniziarono nel 1983.
Inizialmente, era chiamata diga Akaishigawa, prendendo il nome dal fiume Akaishi su cui è stata costruita la diga; Akaishi è anche il nome del distretto in cui si trovava il villaggio di Maetsue situato a monte della diga, che è stato sommerso dal lago Karasujuku, formatosi dopo la costruzione. Il nome è stato successivamente cambiato in "diga di Oyama" su richiesta dell'omonima di Oyama.
La costruzione del corpo centrale in calcestruzzo, alto 94 metri e largo 370, è iniziata nel 2007 ed è stata completata il 20 dicembre 2010 è stato completato il  e l'11 maggio 2010 sono iniziate le prime inondazioni di prova. Nel giugno 2011 sono iniziati i test per verificare la resistenza ai normali livelli di riempimento del lago Karasujuku e il 24 marzo 2012 è stato effettuato un test per verificare la tenuta in caso di inondazioni.
Nel gennaio 2013, il lago creato dalla diga, con un bacino di 19,6 milioni di m³, è stato denominato lago Karasujuku, prendendo il nome dal monte Karasujuku ai piedi del quale si trova la diga.
L'acqua trattenuta nel lago Karasujuku viene fornita, per necessità abitative, industriali e agricole, a 18 tra città e villaggi della prefettura di Fukuoka e 14 tra città e villaggi nella zona di Chikugo, per un totale complessivo di 2,37 milioni di abitanti.
Il 9 novembre 2020, la città di Hita ha installato di fronte alla diga tre statue bronzee dedicate a Eren, Mikasa e Armin, personaggi del manga L'attacco dei Giganti.